# Little Diomede Island
Little Diomede Island (znana też pod rosyjską nazwą остров Крузенштерна – ostrow Kruziensztierna) – należąca do USA jedna z dwóch Wysp Diomedesa położona w Cieśninie Beringa. Powierzchnia wyspy wynosi 7,3 km². Najwyższe wzniesienie ma 494 m wysokości. W zachodniej części wyspy znajduje się osada Diomede licząca ok. 135 mieszkańców.